# ساناندها كوماريراتانا

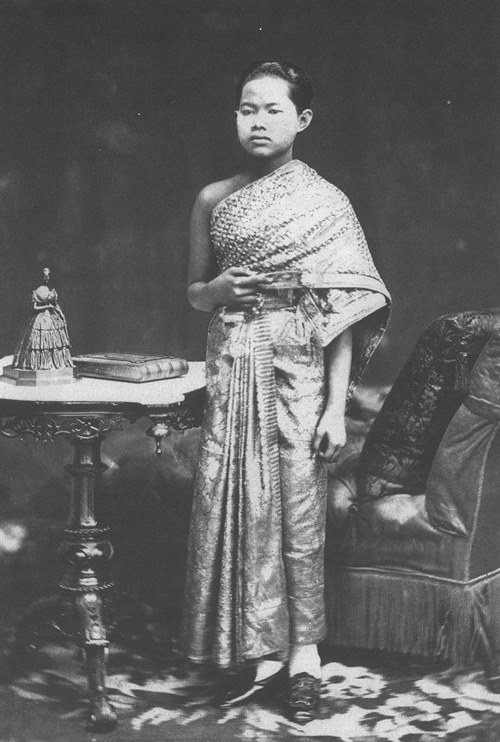
ساناندها كوماريراتانا

ساناندها كوماريراتانا (بالتايلندية: สมเด็จพระนางเจ้าสุนันทากุมารีรัตน์ พระบรมราชเทวี)‏ (10 نوفمبر 1860 - 31 مايو 1880) كانت ابنة الملك راما الرابع (راما IV) والأميرة كونسرت بيام.

## الوفاة
في عام 1880، انقلب القارب الملكي التايلندي في طريقه إلى القصر الصيفي الملكي، والذي كان يحمل الملكة ساناندها كوماريراتانا والعديد من الخدم، وبالرغم من تواجد الكثيرين في القارب إلا انه لم يحاول أحد من المتفرجين انقاذها عند غرقها لأن قوانين المملكة وقتها كان ينص على أن عقوبة لمس الملكة هو الاعدام.